# Whitey Shafer
Sanger D. "Whitey" Shafer (Whitney, 24 de outubro de 1934 - 12 de janeiro de 2019) foi um músico e compositor americano. Shafer compôs diversos sucessos para estrelas da música country, como George Jones, Lefty Frizzell e George Strait.

## Carreira
Nascido e criado em Whitney, Texas, Shafer iniciou sua carreira musical em sua cidade natal, onde tocava numa banda escolar. Nos anos de sua juventude percorreu os Estados Unidos tocando com, entre outros, Willie Nelson, já conhecido então. Em 1967 mudou-se para Nashville, no estado do Tennessee, onde assinou com a Blue Crest Music Publishing Company; lá, compôs duas canções para George Jones ("Between My House and Home" e "I'm a New Man in Town"), assim como outras para cantores e grupos menos conhecidos. Assinou também contratos com as gravadoras Musicor e RCA, como cantor, porém nunca conseguiu ser tão bem-sucedido nesta carreira quanto foi como compositor.
No início da década de 1970 assinou um contrato exclusivo com a Acuff-Rose Music; nos anos seguintes compôs diversas canções que entraram para as paradas de sucesso de música country do país, diversas delas na primeira posição. Algumas delas foram "The Baptism of Jesse Taylor", para Johnny Russell, "Tell Me Lying Eyes Are Wrong", para George Jones, e uma série de sucessos para Moe Bandy. Manteve uma longa amizade com Lefty Frizzell, que conheceu na gravadora; juntos, compuseram "That's the Way Love Goes", um sucesso na voz de Johnny Rodriguez e Merle Haggard, em 1983; também compuseram "I Never Go Around Mirrors".
Nos anos 80 Shafer compôs "Does Fort Worth Ever Cross Your Mind" (1985; com Darlene Shafer) e "All My Ex's Live in Texas" (1987; com sua esposa, Lyndia); ambas chegaram ao primeiro lugar na interpretação de George Strait, e foram indicadas ao prêmio de Canção do Ano pela Country Music Association. No meio da década Shafer lançou dois álbuns, I Never Go Around Mirrors e So Good for So Long, com os seus maiores sucessos. Em 1989 foi escolhido para fazer parte do Nashville Songwriters Hall of Fame.
Nas décadas de 90 e 2000 continuou a compor para músicos como John Michael Montgomery, Lee Ann Womack e  Kenny Chesney. Em 2004 a versão do próprio Shafer de "All My Ex's Live In Texas" apareceu na trilha sonora do jogo eletrônico Grand Theft Auto: San Andreas.
Shafer morreu após uma longa doença, em seus 84 anos.